# Prospalta albigutta
Prospalta albigutta är en fjärilsart som beskrevs av Alfred Ernest Wileman 1912. Prospalta albigutta ingår i släktet Prospalta och familjen nattflyn. Inga underarter finns listade i Catalogue of Life.